# عبد المنعم يحياوى
عبد المنعم يحياوي (مواليد 6 ديسمبر 1966، بريكة)، هو رافع أثقال جزائري. تنافس في الألعاب الأولمبية الصيفية 1992 والألعاب الأولمبية الصيفية 1996.

## المسيرة
فاز بثلاث ميداليات فضية في فئة أقل من 60 كجم في الألعاب الأفريقية 1987 في نيروبي. حصل على المركز الثالث في ألعاب البحر الأبيض المتوسط 1987. فاز بميدالية ذهبية واحدة وميداليتين فضيتين في بطولة اإفريقيا لرفع الأثقال 1988 بالقاهرة.
فاز أيضا على ثلاث ميداليات فضية في فئة أقل من 67.5 كجم في بطولة أفريقيا لرفع الأثقال 1989 في بوفاريك. فاز بالميدالية الفضية في وزن أقل من 67.5 كجم في ألعاب البحر الأبيض المتوسط 1991 في أثينا. حصل على المركز الرابع في الألعاب الأولمبية الصيفية 1992 في فئة أقل من 67.5 كجم في برشلونة. فاز كذلك بالميدالية الذهبية في بطولة أفريقيا لرفع الأثقال 1993 في القاهرة.
فاز أيضًا بالميدالية الذهبية في فئة أقل من 70 كجم في ألعاب البحر الأبيض المتوسط 1993 في لنكدوك روسيون. كما فاز بست ميداليات ذهبية في البطولة العربية في بورسعيد. فاز بثلاث ميداليات ذهبية في الألعاب الإفريقية 1995 في هراري في نفس الفئة. فاز في نفس العام بثلاث ميداليات ذهبية في البطولة العربية في بيروت. كما حصل على المركز الخامس في الألعاب الأولمبية الصيفية 1996 في أتلانتا في فئة 70 كجم.